# Jaroslav Kerles
Jaroslav Kerles (3. listopadu 1939 Praha – 8. března 2014 České Budějovice) byl český výtvarník a karikaturista. Narodil se sice v hlavním městě, avšak celý život strávil v metropoli Jihočeského kraje, v němž vystudoval stavební střední školu. Po jejím absolvování nastoupil jako konstruktér do místního Hydroprojektu a pracoval též jako propagační výtvarník (například pro podniky Klenoty a Česká pojišťovna). Vedle ilustrací knih pro děti i dospělé vytvořil za svůj život více než tisíc vtipů a karikatur. Těm se naplno věnoval od roku 1970. Jeho výtvory otiskoval například časopis Dikobraz a vystavoval je na výstavách ve své vlasti i v zahraničí. Kerles je též autorem kapra Jakuba, jenž se stal jedním ze symbolů Jihočeského kraje.
Inspiraci ke své tvorbě získával během pěších výletů nebo při cykloturistice. S manželkou Věrou měl tři děti (syny Marka a Petra spolu s dcerou Evou) a byl dědečkem a také pradědečkem.

## Dílo

### Knihy
- 100× o vojně – antologie, Naše vojsko, 1989
- Jak vtipy přicházejí na svět – 1991, ISBN 80-900125-1-5
- Legrace v pohádce – NOK, České Budějovice, 1997
- Velká kniha vtipu – Jaroslav Kerles, Cosmopolis, 2019

#### Knižní ilustrace
- Daniela Fischerová – Hned za naší vesnicí, ORBIS, Praha 1977
- Daniela Fischerová – Cestou do Lhoty, ORBIS, 1978
- Daniela Fischerová – Cirkus, Panorama, 1979
- Daniela Fischerová – Vadí-nevadí, Panorama, 1979
- Daniela Fischerová – Žerty z kuchyně, Panorama, 1980
- Daniela Fischerová – Ryby, rybky, rybičky, Panorama, 1981
- Roman Šmejkal – Sportovní abeceda, EGMONT, ISBN 80-7186-779-9
- Roman Šmejkal – Zvířátková abeceda, EGMONT, ISBN 80-7186-642-3
- Karel Sedláček – Poslední cedulář: Jedna sezóna venkovského herce na jihu Čech, 1987
- Zdeněk Kukal, Jaroslav Malina – Soumrak kouzelníků, Praha Horizont, 1987
- Ludmila Vítovcová – Já a tropy, Nakladatelství JOTA, 1986
- Robert Fulghum – Ach jo, aneb, Některé postřehy z obou stran ledničky, Knižní klub, 1997, ISBN 80-7176-590-2
- Václav Budínský – Jede had na kole, Knižní klub, 2006

### CD
- Barbora Stluková - Pohádky z jižních Čech a Šumavy aneb Vyprávění kapra Jakuba 2, Radioservis, 2011, obal Jaroslav Kerles